# Herbert Neumann
Herbert Neumann (ur. 14 listopada 1953 w Kolonii) – niemiecki piłkarz występujący na pozycji pomocnika, a także trener.

## Kariera piłkarska

### Kariera klubowa
Neumann karierę rozpoczynał w 1972 roku w zespole 1. FC Köln, grającym w Bundeslidze. Zadebiutował w niej 23 września 1972 w zremisowanym 1:1 meczu z MSV Duisburg. W sezonie 1972/1973 wraz z klubem wywalczył wicemistrzostwo Niemiec. 1 września 1973 w przegranym 1:2 pojedynku z VfB Stuttgart strzelił swojego pierwszego gola w Bundeslidze. W kolejnych latach wraz z zespołem zdobył mistrzostwo Niemiec (1978) oraz dwa razy Puchar Niemiec (1977, 1978). Graczem 1. FC Köln był przez 8 sezonów.
W 1980 roku Neumann przeszedł do włoskiego Udinese Calcio. W Serie A zadebiutował 14 września 1980 w przegranym 0:4 spotkaniu z Interem Mediolan. W Udinese spędził sezon 1980/1981, a następnym sezonie był zawodnikiem Bologny. W 1982 roku wrócił do 1. FC Köln i w sezonie 1982/1983 zdobył z nim Puchar Niemiec. W 1983 roku odszedł do greckiego Olympiakosu, gdzie spędził sezon 1983/1984.
Następnie w latach 1984–1989 Neumann występował w szwajcarskim drugoligowym FC Chiasso i tam zakończył karierę.

### Kariera reprezentacyjna
W reprezentacji RFN Neumann wystąpił jeden raz, 22 lutego 1978 w wygranym 2:1 towarzyskim meczu z Anglią.

## Kariera trenerska
Neumann karierę rozpoczął w szwajcarskim drugoligowym FC Chiasso, gdzie w latach 1986–1989 był grającym trenerem. Następnie prowadził także drugoligowy FC Zürich, a w 1992 roku został szkoleniowcem holenderskiego SBV Vitesse. W Eredivisie zadebiutował 16 sierpnia 1992 w zremisowanym 1:1 meczu z FC Volendam. Trenerem Vitesse był przez trzy sezony.
Następnie Neumann trenował belgijski RSC Anderlecht, z którym zdobył Superpuchar Belgii. Od października 1995 prowadził turecki İstanbulspor, ale po sezonie 1995/1996 odszedł z klubu. W kolejnych latach pracował już tylko Holandii, trenując zespoły Eredivisie – NAC Breda, Vitesse oraz VVV Venlo.